# راه‌انداز (ژنتیک)
کنشگر یا راه‌انداز (به انگلیسی: Activator) جایی از دی‌ان‌ای است که پلیمراز با قرار گرفتن روی آن رونویسی را از جایگاه درست ￼￼ را آغاز می‌کند. واکنشگرها در اصل گونه‌ای پروتئین دی‌ان‌آ پیوست می‌باشند. بیشتر پروتئین‌های واکنشگر، همین که به دی‌ان‌ای می‌چسبند، یکی از آران‌ای-پلی‌مرازهای نزدیک برانگیزنده را به کار می‌اندازند و آن را وادار می‌کنند که رونویسی را آغاز کند، واکنشگر موجب می‌شود رنابسپاراز نخستین نوکلئوتید مناسب را به‌طور دقیق پیدا و رونویسی را از آنجا آغاز کند. در این حالت بخش کوچکی از مولکول باز و زنجیره کوتاهی رنا ساخته می‌شود. به علاوه واکنشگر جایی برای اتصال عوامل رونویسی یا قرارگیری توالی فزاینده در نزدیکی آن است و به شناسایی نخستین نوکلئتید قابل رونویسی در رونویسی کمک می‌کند.